# تیبرماهیان
تیبرماهیان (Priacanthidae) خانواده‌ای از ماهیان هستند.
از این خانواده یک جنس به نام ماهی حوض دریا (Priacanthus tayenus) در آب‌های جنوبی ایران زندگی می‌کند.
تیبرماهیان، چشم‌های بزرگی دارند و یک خانواده از ۱۸ گونه از ماهی‌های دریایی است.. "Catalufa" یک نام مشترک دیگر برای برخی از اعضای خانواده تیبر ماهیان است.ریشه‌شناسی نام علمی به مقیاس‌های بسیار خشن و نازک خانواده اشاره دارد.نام معمول "چشم بزرگ" برای این ماهی نیز در نظر گرفته شده‌است و این چشمها مناسب برای شیوه زندگی گوشتخوارانه و شبانه ماهی است.
تیبر ماهیان معمولاً به رنگ قرمز روشن هستند، اما برخی از آنها به رنگ نقره ای، قهوه ای تیره یا سیاه هستند. اکثر گونه‌ها حداکثر طولشان حدود ۳۰ سانتیمتر (۱۲ اینچ) است،البته بعضی از گونه‌ها شناخته شده‌است که حدود ۵۰ سانتی‌متر(۲۰اینچ) طول دارند.
اکثر اعضای این خانواده بومی مناطق گرمسیری و نیمه گرمسیری اقیانوس هند و اقیانوس آرام هستند،اما چهار گونه(Cookeolus japonicus Heteropriacanthus cruentatus, Priacanthus arenatus, و Pristigenys alta)در اقیانوس اطلس یافت می‌شود.. آنها تمایل دارند که در نزدیکی آب سنگها یا صخره‌ها زندگی کنند، اگرچه بعضی از آنها در آبهای آزاد زندگی می‌کنند. بسیاری از گونه‌ها در آب‌های نسبتاً عمیق، زیر عمق قابل دسترسی توسط غواصی اسکوبا یافت می‌شوند. برخی از گونه‌ها برای غذا شکار می‌شوند.
اولین سنگوارههای شناخته شده تیبر ماهییان به دوره ائوسن میانی دوره ترشیاری پایین‌تر یا تقریباً ۴۰ تا ۵۰ میلیون سال پیش می‌رسد.